# Pauline Hanson

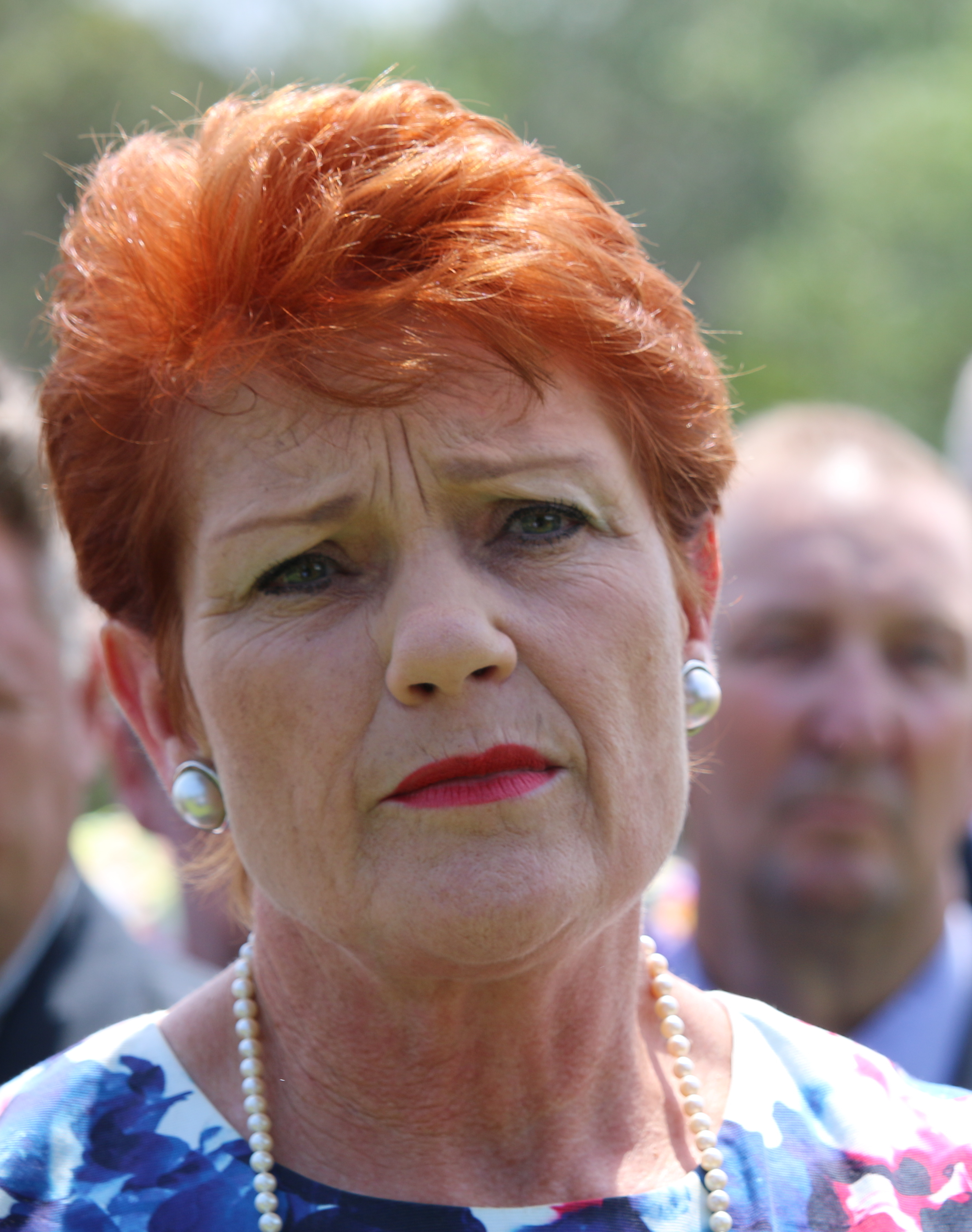
Pauline Hanson (2017)

Pauline Lee Hanson (* 27. Mai 1954 in Brisbane, Queensland, Australien) ist eine australische Politikerin, die 1997 die rechtspopulistische und rassistische One Nation Party mitbegründete und damit die jahrzehntelange White Australia Policy wieder aufleben ließ, die mit dem Racial Discrimination Act 1973 in Australien beendet worden war. Inzwischen hat sie ihre Partei in Pauline Hanson's One Nation umbenannt.
Hanson hatte mit ihrer ersten Wahlkandidatur mit der One Nation Party großen Erfolg, als sie und ihre Partei fast ein Viertel der Stimmen in Queensland gewannen. Anschließend kandidierte sie viermal erfolglos, woraufhin sie sich 2004 aus der Politik zurückzog. Am 26. März 2011 unterlag sie erneut bei einer Kandidatur für einen Abgeordnetensitz in einer Gruppe von Unabhängigen in New South Wales. Bei der Parlamentswahl 2016 wurde sie in Queensland mit drei weiteren Mitgliedern ihrer Partei in den Australischen Senat gewählt. Anlässlich der Parlamentswahl in Australien 2019 konnte Hanson ihren Sitz im Senat verteidigen. Hanson´s One Nation verlor allerdings zwei Sitze im Senat.

## Frühes Leben
Pauline Hanson wuchs in Woolloongabba, einem Stadtteil von Brisbane auf. Ihr Großvater wanderte 1908 von Großbritannien nach Australien aus und ihr Vater betrieb einen Fish-and-Chips-Kiosk. Hanson verließ im Alter von 15 Jahren die Schule und nahm unterschiedlichste Büro- und Dienstleistungsjobs an, für die keine besondere Ausbildung erforderlich waren. Sie erwarb Eigentum, das sie vermietete und wurde dadurch finanziell unabhängig. In ihrer frühen politischen Karriere, war sie stolz darauf, dass sie einen Fish and Chips-Kiosk in Ipswich bei Brisbane hatte. Sie heiratete zweimal. In erster Ehe war Hanson mit einem polnischen Einwanderer verheiratet. Sie hat vier Töchter, davon sind zwei aus erster Ehe.
2007 gab sie ihre Autobiografie mit dem Titel Untamed and Unashamed (deutsch: Ungebändigt und schamlos)
heraus. Das Bulletin Magazine berichtete in einer Ausgabe vom Juni 2006, dass Pauline Hanson in der Ewigenliste der 100 einflussreichsten Australier aufgenommen worden ist, in der sie eine von 11 gelisteten Frauen ist.

## Politische Laufbahn
In Ipswich wurde sie ab 2004 als eine unabhängige Kandidatin ins Stadtparlaments gewählt und 1996 war sie für die Liberale Partei aufgestellt und ins australische Parlament gewählt worden. Schon im Wahlkampf hatte sie die Einschränkung der Rechte der Aborigines und der Sozialhilfeempfänger gefordert und in ihren parlamentarischen Reden vertrat sie radikale Positionen gegen asiatischstämmige Zuwanderer, was zum Bruch mit den Liberalen führte.
1997 gründete sie ihre Partei, die One Nation Party und gewann 22,7 % der Stimmen bei der Wahl von 1998 in Queensland und 11 von 89 Sitzen. Obwohl ihre Thesen durchaus Anklang in der Bevölkerung in Queensland fanden, verlor die One Nation Party 2001 Stimmen bei der Wiederwahl und die Partei erhielt entsprechend dem australischen Wahlrecht bei 8,9 % 3 Sitze.
Bei den Wahlen in Western Australia gewann die One Nation Party 3 Sitze, während es ihr nicht gelang in Victoria, South Australia und Tasmanien im folgenden Jahr einen Abgeordnetensitz zu gewinnen. Anlässlich der Nationalwahl 2001 war sie nicht erfolglos und es gelang ihr auch nicht einen Sitz im Senat von Queensland zu gewinnen, wie auch 2001 in Western Australia. 2003 bei der Nationalwahl kam diese Partei auf lediglich 2 % der Stimmen, daraufhin gab sie den Parteivorsitz auf.
Von einem Gericht wurde sie 2003 wegen Wahlbetrugs aufgrund angeblich fehlender Unterschriften für die Wahlanmeldung verurteilt, das Urteil wurde aber kurz darauf in der Berufung revidiert, weil sie sich dabei durchaus im Rahmen der Gesetze bewegt hatte. Sie musste allerdings AUD 502.000 Strafe bezahlen, die sie „tränenreich“ über Spenden im Fernsehen erbat, allerdings kamen lediglich 100.000 als Spenden zusammen.
Nach einem erneuten misslungenen Wahlanlauf 2004 zog sie sich vorerst aus der Politik zurück. Am 15. August 2007 wurde bekannt, dass sie eine islamfeindliche Partei namens Pauline’s United Australia Party gegründet hatte.
Pauline Hanson wandte sich in einem Zeitungsinterview dezidiert gegen die großen Parteien Australiens. Sie gab an, dass diese nicht die Wahrheit sagten, dass sich die Politik der Australian Labor Party gegen die Interessen der kleinen Unternehmer und der Farmer richte, dass die konservative Regierung von John Howard Australien durch die Einwanderung von Muslimen ausverkaufe und Afrikaner aufnehme, ohne die Öffentlichkeit zu befragen. Sie warnte insbesondere vor der Wahl der Labor Party, da sich deren Politik gegen die Interessen der Kohlenarbeiter und deren Familien richte, weil Kevin Rudd eine gewerkschaftliche Ökologiepolitik gegen Kohle verfolge und er auch nicht in der Lage sei, das Problem des Wassermangels Australiens zu lösen. Der wesentliche Programmpunkt der Hanson-Partei war ein Einwanderungsverbot für Muslime. Bei der Wahl von 2007 in Queensland blieb Hanson ein Erfolg versagt.
2009 wurde die One Nation Party Queensland aufgelöst, nachdem der Mitgliederstand unter 500 gefallen war.
Am 15. Februar 2010 gab Hanson bekannt, dass sie die Pauline United Australia Party abmelden, ihr Anwesen in Queensland verkaufen und nach Großbritannien gehen wird. Die Bekanntgabe der Ausreise von Hanson wurde von Nick Griffin herzlich begrüßt, dem Führer der rechtsextremen British National Party.
Am 23. Juli 2010 äußerte Hanson Interesse an einer Rückkehr in die australische Politik mit einer Wahlkandidatur in der Liberal Party of Australia, wenn sie der Oppositionsführer Tony Abbott anlässlich der Nationalwahl 2010 danach fragen würde. Auf dieses Angebot erhielt sie keine Antwort und am 26. März 2011 kandidiert sie zur Wahl in New South Wales in einer Gruppe von weiteren 16 Unabhängigen und auf der offiziellen Webseite der One Nation Party wird ihre Wahl mit She’s back begrüßt. Sie hatte auch 2011 keinen Erfolg mit ihrer Kandidatur.

## Politische Wirkung
Pauline Hansons wird Populismus und Fremdenfeindlichkeit vorgeworfen und dass hinter ihr die Strategen David Oldfield und David Ettridge standen, die auch Gründungsmitglieder der One Nation Party waren und „the two Davids“ genannt wurden. Die One Nation Party präsentiere sich als Partei der nationalen Einheit, war für eine drastische Kürzung der Einwanderung, wandte sich gegen die von ihr kritisierte Bevorteilung der Sozialhilfeempfänger und der Aborigines durch die Regierenden, war gegen Multikulturalismus und geißelte die herrschende Politik als „Asiatisierung von Australien“ und richtete populistische Appelle an die einfachen Leute. Sie war gegen die Globalisierung, für Schutzzölle für australischen Industrien, für die Privatisierung von Unternehmen in staatlichem Eigentum und die Förderung von Mittel- und Kleinunternehmern und Landwirtschaft.
Weiter wird Hanson Fremdenfeindlichkeit vorgeworfen und sie knüpfe an Ängste an, beispielsweise bezichtige sie die Afrikaner, dass sie AIDS nach Australien
bringen würden und gab 2011 in einem Interview hinsichtlich einer Einwanderung von Muslimen folgende Erklärung ab: „Entweder assimilieren oder wegbleiben“.
Pauline Hanson kam erstmals in die Öffentlichkeit, als sie bei den nationalen Parlamentswahlen von 1996 von der Liberal Party of Australia wegen ihrer Äußerungen gegen Aborigines und Sozialhilfeempfänger nicht mehr aufgestellt worden war. Als sie sich in ähnlicher Weise nach ihrem Wahlerfolg im Parlament hierzu äußerte, wurden die Medien auf sie aufmerksam. Daraufhin entstand eine langanhaltende australische Diskussion über die Begrenzung der Einwanderung, erzwungener Arbeitseinsatz für Sozialhilfeempfänger und Erweiterung von Polizeibefugnissen, die die Politik veränderte: Nach drei Jahren Parlamentsarbeit von ihr und der One Nation Party waren die politischen Rahmenbedingungen verändert, die Einwanderung wurde eingeschränkt, die Sozialhilfe gekürzt, repressive Maßnahmen gegen Jugendliche wurden ermöglicht und demokratische Grundrechte eingeschränkt.

## Umweltschutz
Anlässlich der beginnenden Buschbrände in Australien 2019/2020 beschuldigte Pauline Hanson Mitte November 2019 die Australian Greens und die Australian Labor Party, dass sie dazu beigetragen hätten, dass die australische Nation von einer Bushfire-Krise erfasst worden sei. Ferner hätten linksgerichtete Parteien zur Ausweitung der Buschfeuer beigetragen, weil sie Brandreduzierungsmaßnahmen verweigerten, die den "Treibstoff" des Feuers beseitigen würden. Die Reaktion von Premierminister Scott Morrison 2 Milliarden AUD zum Wiederaufbau der durch Feuer zerstörten Häuser zur Verfügung zu stellen, nannte sie „erbärmlich“.

## Wertung
Linda Tenenbaum stellte fest: In der Zeit als Hanson erfolgreich war, gab es in Europa und in den USA ähnliche rechtspopulistische und rechtsradikale Tendenzen und es entstanden populistische und rechte Parteien, die mit der Entwicklung von Misstrauen und Entfremdung großer Bevölkerungsteile mit dem offiziellen politischen System und den herrschenden Parteien verbunden war, dazu gehörten fehlende Lösungen für Massenarbeitslosigkeit, soziale Einschränkungen und Armut. Allerdings konnten diese Bewegungen, wie auch die One Nation Party mit Hanson, kein soziales Programm für die lohnabhängigen Bevölkerungsschichten entwickeln. Nachdem die Presse anfänglich interessiert über diese Bewegungen berichtete, wandelte sich dieses Interesse in Besorgnis, die herrschenden Parteien passten ihre Programmatik an die rechtspopulistischen Positionen an und in der Presse erfolgten vermehrt kritische Berichterstattungen.
Eine ihrer Antworten in einem Interview ist in Australien legendär geworden, als sie befragt wurde, ob sie „xenophob“ (deutsch: „fremdenfeindlich“) sei und sie daraufhin antwortete: „Please explain“ (deutsch: „Bitte erklären“).
Nachdem Hanson im Jahr 2016, nach mehreren vergeblichen Versuchen, einen parlamentarischen Sitz im Australischen Parlament gewonnen hat, hielt sie ihre erste Rede im Parlament. Sie warnte vor der Gefahr einer Überschwemmung durch Muslime, vor der Einführung der Scharia, vor Globalisierung, Freihandel und ist gegen jegliche Form einer ethnischen Diversifikation der australischen Gesellschaft. Sie ist für das Verbot der Burka und strikt gegen Anwendung von Halāl-Speiseregeln, die die australische Wirtschaft jedes Jahr mit 10 Millionen Australischer Dollar belasten würde.